# Kungssolängel
Kungssolängel (Heliangelus regalis) är en fågel i familjen kolibrier.

## Utseende
Kungssolängeln är en 11–12 cm lång praktfull kolibri med tydligt skilda dräkter mellan könen. Hanen är helt glänsande djupblå, starkast på hjässans framdel, och har en djupt kluven stjärt. Honan är mörkgrön ovan, undertill kanelbrun med gröna fläckar och ett brett, ljust bröstband. Stjärten är blåsvart och grundare kluven än hos hanen.

## Utbredning och systematik
Arten förekommer i Anderna i norra Peru (Cajamarca och San Martín). Den delas in i två underarter med följande utbredning:
- Heliangelus regalis regalis – mycket lokalt i Anderna i sydöstra Ecuador (Zamora-Chinchipe) och norra Peru (Cajamarca, Amazonas och San Martín)
- Heliangelus regalis johnsoni – lokalt i centrala Peru (Cordillera Azul, sydvästra Loreto)

## Status
IUCN kategoriserar arten som nära hotad.